# Evaristo Carvalho
Evaristo do Espírito Santo Carvalho (Santana, Santo Tomé y Príncipe; 22 de octubre de 1941-Lisboa, 28 de mayo de 2022) fue un político santotomense que ejerció los cargos de primer ministro y presidente de su país.

## Biografía
Nació en la localidad de Santana el 22 de octubre de 1941, durante la época en la que el país era perteneciente a Portugal hasta su independencia total en 1975.

## Carrera política
Perteneció al partido político "Acción Democrática Independiente" (ADI) desde su fundación en 1994. Ese mismo año desde el 7 de julio al 25 de octubre, ya ocupó su primer cargo de responsabilidad política como primer ministro de Santo Tomé y Príncipe. Luego volvió a ser reelegido para el mismo cargo, desde el 26 de septiembre de 2001 al 28 de marzo de 2002.
Durante todos estos años, ejerció de presidente de la Asamblea Nacional, ministro de Defensa y Orden Interno, ministro de la Construcción, Transportes y Comunicaciones y secretario de Estado de Administración Territorial, siendo recordado en estos dos últimos cargos por mostrar una gran capacidad de organización. Luego fue proveedor de Justicia, dando su contribución política a la reestructuración del aparato judicial en la independencia nacional primaria; fue director de la Oficina y Secretario General de la Presidencia, donde contribuyó a la organización y gestión de los servicios presidenciales; fue director general de Agricultura, como tal participó en la puesta en marcha del nuevo proceso de reforma agraria; fue director de la Oficina y jefe del Gobierno de Transición del primer ministro y al mismo tiempo se desempeñó como diputado nacional dentro de su grupo parlamentario.

### Elecciones de 2011
Para las Elecciones Presidenciales de 2011 se presentó como candidato, siendo apoyado en todo momento durante su campaña por el primer ministro Patrice Trovoada. En la primera vuelta electoral terminó segundo con el 21,08 % de los votos, por detrás del entonces expresidente Manuel Pinto da Costa que logró la victoria tras la segunda vuelta.
Posteriormente se convirtió en el vicepresidente de Acción Democrática Independiente (ADI).
Tras las Elecciones Presidenciales de 2016 se volvió a postular como candidato. En la primera vuelta no obtuvo los votos suficientes para poder evitar una segunda que tuvo lugar unas semanas más tarde. Sin embargo el entonces presidente Manuel Pinto da Costa, se retiró el 7 de agosto alegando fraude electoral. Esto le otorgó directamente la victoria en las elecciones.
Su proceso de elección fue bien recibido a nivel internacional, tanto que el Departamento de Estado de los Estados Unidos mediante un comunicado de prensa afirmó:

Esta elección es otra demostración de que Santo Tomé y Príncipe tiene largo compromiso con los valores democráticos. A través de su conducta ejemplar, el pueblo de Santo Tomé y Príncipe continúe actuando como un modelo de democracia para otros países..
Departamento de Estado de los Estados Unidos

Finalmente el 3 de septiembre de ese mismo año, fue investido como nuevo y cuarto presidente Constitucional de Santo Tomé y Príncipe. Como primer ministro de su gobierno, tuvo a su compañero Patrice Trovoada.
El 3 de septiembre de 2021, el mandato de Everisto Carvalho  que finalizaba el 5 de septiembre de 2021,Saô Tomé et Principe aún no había elegido a su sucesor y la segunda vuelta de las elecciones presidenciales solo tuvo lugar el 5 de septiembre. Una situación inédita, debido a una disputa sobre la validez de los resultados de la primera vuelta que provocó el aplazamiento de la organización de la segunda vuelta en dos ocasiones. Por tanto, el Parlamento votó a favor de la ampliación del mandato de Everisto Carvalho.